# Saint-Germainmont
Saint-Germainmont è un comune francese di 814 abitanti situato nel dipartimento delle Ardenne nella regione del Grand Est.

## Società

### Evoluzione demografica
Abitanti censiti